# ساوث بوسطن (فرجينيا)
ساوث بوسطن (بالإنجليزية: South Boston town, Virginia)‏ هي بلدة تقع بولاية فرجينيا في الولايات المتحدة. تبلغ مساحتها 34.07 كم2، وترتفع عن سطح البحر 131.064 م، بلغ عدد سكانها 8,142 نسمة في عام 2010 حسب إحصاء مكتب تعداد الولايات المتحدة وتصل الكثافة السكانية فيها 239 نسمة لكل كيلومتر مربع (619.0/ميل2).

## التركيبة السكانية
حدّد مكتب تعداد الولايات المتحدة بيانات التركيبة السكانية لساوث بوسطن في تعداد الولايات المتحدة. في ما يلي، التركيبة السكانية حسب تعدادي 2000 و2010.

### تعداد عام 2000
بلغ عدد سكان ساوث بوسطن 8,491 نسمة بحسب تعداد عام 2000، وبلغ عدد الأسر 3,502 أسرة وعدد العائلات 2,185 عائلة مقيمة في البلدة. في حين سجلت الكثافة السكانية 249.2 نسمة لكل كيلومتر مربع (645.4/ميل2). وبلغ عدد الوحدات السكنية 3,946 وحدة بمتوسط كثافة قدره 115.8 لكل كيلومتر مربع (299.9/ميل2).
وتوزع التركيب العرقي للبلدة بنسبة 50.63% من البيض و47.25% من الأمريكيين الأفارقة و0.21% من الأمريكيين الأصليين و0.48% من الأمريكيين ذوي الأصول الآسيوية و0.51% من الأعراق الأخرى و0.92% من عرقين مختلطين أو أكثر و1.45% من الهسبانيون أو اللاتينيون من أي عرق.
بلغ عدد الأسر 3,502 أسرة كانت نسبة 32.9% منها لديها أطفال تحت سن الثامنة عشر تعيش معهم، وبلغت نسبة الأزواج القاطنين مع بعضهم البعض 39% من أصل المجموع الكلي للأسر، ونسبة 20% من الأسر كان لديها معيلات من الإناث دون وجود شريك، بينما كانت نسبة 3.4% من الأسر لديها معيلون من الذكور دون وجود شريكة وكانت نسبة 37.6% من غير العائلات. تألفت نسبة 34.9% من أصل جميع الأسر من عدة أفراد يعيشون في نفس المنزل ونسبة 16.3% كانت تتألف من شخص يعيش بمفرده يبلغ من العمر 65 عاماً أو أكثر. وبلغ متوسط حجم الأسرة المعيشية 2.26، أما متوسط حجم العائلات فبلغ 2.90.
بلغ العمر الوسطي للسكان 41.2 عاماً. وكانت نسبة 23.7% من القاطنين تحت سن الثامنة عشر، وكانت نسبة 6.5% بين الثامنة عشر والرابعة والعشرين عاماً، ونسبة 23.9% كانت واقعةً في الفئة العمرية ما بين الخامسة والعشرين والرابعة والأربعين عاماً، ونسبة 23.2% كانت ما بين الخامسة والأربعين والرابعة والستين، ونسبة 15.9% كانت ضمن فئة الخامسة والستين عاماً فما فوق. يوجد لكل 100 أنثى 79.2 ذكر، ويوجد لكل 100 أنثى في الثامنة عشر من عمرها فما فوق 73.1 ذكر.
بلغ متوسط دخل الأسرة في البلدة 25,964 دولارًا، أما متوسط دخل العائلة فبلغ 34,848 دولارًا. وكان متوسط دخل الذكور 28,212 دولارًا مقابل 20,371 دولارًا للإناث. وسجل دخل الفرد الخاص بالبلدة 15,872 دولارًا. وكانت نسبة 15.3% من العائلات ونسبة 20.4% من السكان تحت خط الفقر، وكان من هؤلاء نسبة 24.2% تحت سن الثامنة عشر ونسبة 23.9% في الخامسة والستين من العمر وما فوق.

### تعداد عام 2010
بلغ عدد سكان ساوث بوسطن 8,142 نسمة بحسب تعداد عام 2010، وبلغ عدد الأسر 3,351 أسرة وعدد العائلات 1,990 عائلة مقيمة في البلدة. في حين سجلت الكثافة السكانية 239 نسمة لكل كيلومتر مربع (619.0/ميل2). وبلغ عدد الوحدات السكنية 3,866 وحدة بمتوسط كثافة قدره 113.5 لكل كيلومتر مربع (294.0/ميل2).
وتوزع التركيب العرقي للبلدة بنسبة 46.22% من البيض و50.20% من الأمريكيين الأفارقة و0.25% من الأمريكيين الأصليين و0.55% من الأمريكيين ذوي الأصول الآسيوية و1.57% من الأعراق الأخرى و1.22% من عرقين مختلطين أو أكثر و2.27% من الهسبانيون أو اللاتينيون من أي عرق.
بلغ عدد الأسر 3,351 أسرة كانت نسبة 30.5% منها لديها أطفال تحت سن الثامنة عشر تعيش معهم، وبلغت نسبة الأزواج القاطنين مع بعضهم البعض 33.2% من أصل المجموع الكلي للأسر، ونسبة 22.8% من الأسر كان لديها معيلات من الإناث دون وجود شريك، بينما كانت نسبة 3.4% من الأسر لديها معيلون من الذكور دون وجود شريكة وكانت نسبة 40.6% من غير العائلات. تألفت نسبة 36.9% من أصل جميع الأسر من عدة أفراد يعيشون في نفس المنزل ونسبة 16.5% كانت تتألف من شخص يعيش بمفرده يبلغ من العمر 65 عاماً أو أكثر. وبلغ متوسط حجم الأسرة المعيشية 2.27، أما متوسط حجم العائلات فبلغ 2.98.
بلغ العمر الوسطي للسكان 41.8 عاماً. وكانت نسبة 24.3% من القاطنين تحت سن الثامنة عشر، وكانت نسبة 7% بين الثامنة عشر والرابعة والعشرين عاماً، ونسبة 22.1% كانت واقعةً في الفئة العمرية ما بين الخامسة والعشرين والرابعة والأربعين عاماً، ونسبة 26.4% كانت ما بين الخامسة والأربعين والرابعة والستين، ونسبة 20.2% كانت ضمن فئة الخامسة والستين عاماً فما فوق. وتوزع التركيب الجنسي للسكان بنسبة 44.2% ذكور و55.8% إناث.

## وصلات خارجية
- الموقع الرسمي